# Parc Nacional de Zangezur
El Parc Nacional de Zangezur (en àzeri: Zəngəzur Milli Parkı) és un parc nacional de l'Azerbaidjan. Va ser establert pel decret del President de l'Azerbaidjan, Ilham Alíev, com el "Parc Nacional d'Ordubad" en una superfície de 12.131 hectàrees (121,31 quilòmetres quadrats) en el raió de Ordubad de la República Autònoma de Nakhtxivan al 16 de juny de 2003. El 25 de novembre de 2009, es va ampliar a 42.797 hectàrees i va ser renombrado com el Parc Nacional Zangezur.
El Parc Nacional de Zangezur es caracteritza per una rica diversitat biològica. Compta amb 58 espècies d'animals (35 dels vertebrats i 23 dels insectes) i 39 espècies de plantes que estan incloses en el Llibre Vermell de l'Azerbaidjan.